# Ritratto di dottore
'
Il ritratto di dottore o il magistrato è un dipinto a olio su tela realizzato da Giovan Battista Moroni e conservato la Pinacoteca Tosio Martinengo di Brescia. 

## Storia
Il dipinto proviene dalla collezione bresciana Avoltori, passando poi dal 1826 al 1844 alla collezione di Paolo Tosio il quale lasciò l'opera al comune di Brescia per lascito testamentario fino al 1906 quando il comune lo passò alla pinacoteca bresciana Tosio Martinengo. Di provenienza della famiglia Avoltori vi erano altri dipinti dell'artista bergamasco passati poi in collezioni private o in importanti musei sia italiani che esteri.
Scrisse lo storico Paolo Brognoli:
(Paolo Brignoli 1826)
La presenza di molti lavori dell'artista a Brescia realizzati anche dopo il suo periodo di apprendistato presso Il Moretto, presuppone che vi fossero committenze anche al di fuori di Bergamo e della bergamasca. 
Sempre del Moroni è la tela conservata a fianco della presente: Ritratto di gentiluomo eseguito nel 1560 ma con un provenienza differente. I due ritratti furono inseriti nella tesi di laura del giovane Roberto Longhi nel 1911 che citando le due tele, ne esaltò le caratteristiche naturalistiche: Il ritratto aneddotico Moroniano è d'una importanza grandissima per la formazione di Caravaggio, La sua semplicità realistica porta Moroni assai spesso alla soppressione di risonanze paesistiche e a nuove determinazioni specifiche d'ambiente in senso di genere che vera e propriamente preparano Caravaggio, Così vediamo ridotto l'individuo posto sopra un fondo neutro chiaro caratteristico la cui vita non è data che dall'ombra che la staglia più o meno recisamente.
Ma i due ritratti furono molte volte citati insieme sia dal Lochis che da Jacob Burckhardt.

## Descrizione e stile
La raffigurazione particolarmente ricca ha portato all'intitolazione del dipinto come si trattasse di un personaggio definito magnifico forse avvocato o magistrato ma di difficile identificazione. la scena si svolge in una stanza chiusa e spoglia, non vi sono aperture o finestre come era d'uso nelle pitture cinquecentesche. Il personaggio dipinto nell'atto di volgersi a tre quarti, si presenta in maniera imponente; è seduto su di una savonarola borchiata con la seduta in tessuto rosso damascato completo di frange. Intento alla lettura viene disturbato, e interrotto alla lettura volge il capo all'osservatore, in modo molto naturalistico, caratteristica importante nella pittura ritrattistica del Moroni. Tiene in mano una lettera, forse appena consegnatagli dove ben visibile la scritta Qui sto in pace con me stesso poi Magnifico signore e la firma dell'artista: “Aqui quedo con sossiego; Mag Seg. Etore L[…]; XX febr. M.D.LX. Gi Bat. Morone pit. Albin”.Lo sguardo molto naturale indica che vi era tra lui e il Moroni un ottimo rapporto, privilegiato che ha permetto al soggetto di avere un atteggiamento confidiale.
Il personaggio presenta un importante rigonfiamento sulla fronte, un possibile lipoma. Situazione che l'artista aveva già presentato nella tela Ritratto di un nobile Albani conservato in collezione privata milanese. Non è mai stato possibile individuare il personaggio, così come difficile comprendere il testo della lettera. 
Questi indossa un robone foderato di lince annerita sul collo dove compare appena visibile il colletto della camicia bianca e sul capo un tricorno che ne indica l'essere dottore. Il cappello era stato più volte raffigurato dall'artista in altri ritratti. Il personaggio è ben curato anche nella capigliatura con la barba a media lunghezza conforme al modello militare del tempo.